# Morris Bercov
Maurice „Morris“  Bercov (auch „Morrie“ oder „Morry“, * 21. März 1904; † 29. September 1966 in Vancouver) war ein amerikanischer Jazzmusiker (Holzblasinstrumente).
Bercov spielte in den späten 1920er-Jahren mit den Original Wolverines um Jimmy und Dick McPartland, mit denen erste Plattenaufnahmen für Brunswick Records entstanden („Sonny Boy“). In dieser Zeit nahm er auch mit Charles Pierce, Danny Altier and His Orchestra (u. a. mit Muggsy Spanier, Jess Stacy, George Wettling) und Louis Panico and His Orchestra auf. In den 1930er-Jahren arbeitete er in New York City; in den 1950ern war er als Studiomusiker in Los Angeles beschäftigt und wirkte bei verschiedenen Filmmusiken mit, u. a. bei Die Wüstenratten (1953) und In 80 Tagen um die Welt (1956). Er arbeitete außerdem mit Frank Sinatra (I'm Gonna Live Till I Die oder Blues in the Night, 1958) und mit Louis Armstrong, in dessen Orchester er 1950 in Bing Crosbys Radioshow auftrat. Ferner spielte er in den Orchestern von Red Nichols, Pete Rugolo, Alexander „Sandy“ Courage und 1958 noch bei Maxwell Davis (Tribute to Artie Shaw). Im Bereich des Jazz war er zwischen 1927 und 1958 an 14 Aufnahmesessions beteiligt.
Sein Zeitgenosse Tut Soper beschrieb Morrie Bercov als einen „extrem galligen, sarkastischen und schwierigen Menschen“; musikalisch war er von Frank Teschemacher beeinflusst, mit dem er oft verwechselt wurde.